# 유아디지
유아디지(2006년 ~ )는 대한민국의 래퍼다. 2024년 싱글 [Freaky]로 데뷔했다.

## 방송
- 랩:퍼블릭 (2024)

## 음반
- Freaky (2024)